# Onze-Lieve-Vrouw van Zeven Weeënkapel (Herne)

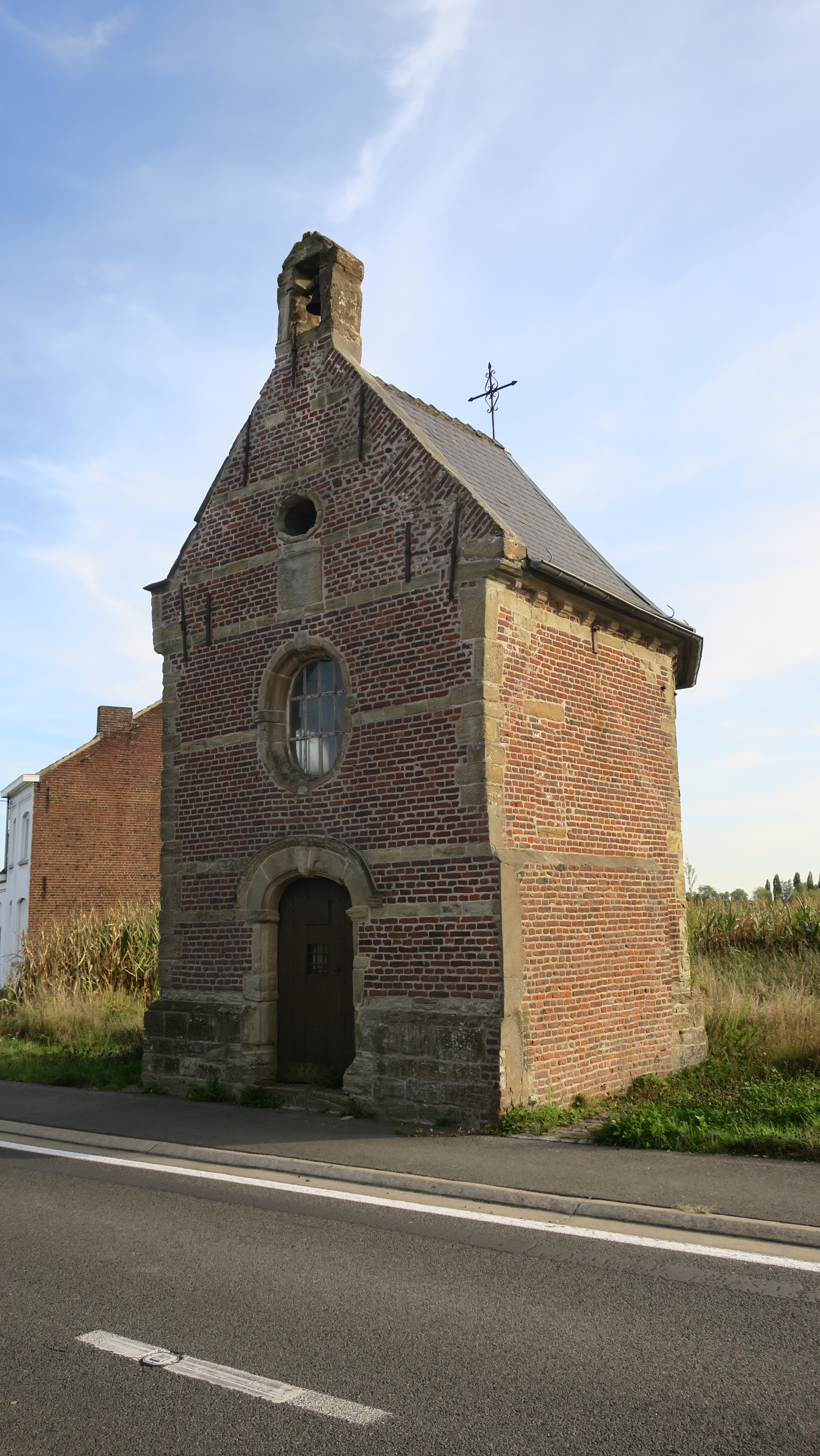
Vooraanzicht Onze-Lieve-Vrouw van Zeven Weeënkapel. Foto: Anne-Mie Havermans.

De Onze-Lieve-Vrouw van Zeven Weeënkapel, vroeger Sint-Annakapel genoemd, is een kapel in Sint-Pieters-Kapelle, een deelgemeente van Herne in Vlaams-Brabant. De kapel is gelegen aan de Geraardsbergesteenweg tegenover huisnummer 52 en is beschermd als monument sinds 14 oktober 1975.

## Historiek
De kamerkapel dateert uit 1663, zoals vermeld staat op de gevelsteen: M. Nicolaus Godeloes per fundator huius A 1663. Nikolaas Godeloos, priester en stichter van de kapel, was woonachtig op de linkerzijde van de markt in Geraardsbergen. Volgens de legende zou hij de kapel opgericht hebben voor een kluizenaar die woonde in het bos van het gehucht Handkerselaar van Sint-Pieters-Kapelle. Na de dood van Godeloos werd de kapel eigendom van de kerkfabriek van de parochie. De wegkapel kwam meerdere keren in het gedrang toen men in de 19e eeuw de steenweg wilde rechttrekken, maar dit werd voorkomen. In 1907 werd echter een fietspad aangelegd waardoor het huisje, aanpalend aan de kapel, alsook de omringende haag verdween. In 1909 werd opnieuw gevreesd voor het voortbestaan van de kapel. De grond van de kapel zou onteigend worden en het gebouwtje afgebroken. De kerkfabriek zou een nieuwe grond aankopen om een nieuwe kapel te bouwen. Dit werd teniet gedaan mede dankzij raadgevingen van het bisdom.  
Reeds in 1921 werd het gebedshuis door de Koninklijke Commissie der Monumenten in de derde categorie van godsdienstige gebouwen gerangschikt en in bescherming genomen. Later, in 1975, werd de kapel bij het Koninklijk Besluit opgenomen als monument.  

## Architectuur
De wegkapel, van 6,8 op 5 meter, bestaat uit een rechte travee uitlopend op een driezijdige sluiting en is bedekt met een zadeldak van leien. Op de achterkant van de nok staat een fijn uitgewerkt smeedijzeren kruis. Het gebedshuis is opgetrokken in baksteen en is afgewerkt met Balegemse zandsteen onder meer voor de lage, afgeschuinde plint, de hoekstenen en daklijst met modillons. De voorgevel is geleed door speklagen en loopt uit op een klokkenruiter, voorzien van een klok gegoten door François Briot en J. Bte Maubon in 1717. Volgens de overlevering prijkte erboven een stenen kruis. De rondboogdeur heeft een omlijsting met uitstekende imposten, sluitsteen en druiplijst in zandsteen waarop rechts Maria en links Anna -  de heilige die werd vereerd in het ‘Hernegewoud’ – vermeld staat. De deur is bekroond met een op gelijkaardige wijze afgewerkte oculus met daarboven de gevelsteen met het verweerde opschrift. In de topgevel zit een tweede, kleinere oculus. In de zuidgevel bevindt zich een rondboogvenster met een geprofileerde zandstenen omlijsting. De noordgevel, daarentegen, vertoont sporen van het afgebroken bijgebouwtje en in de schuine zijde de aanwezigheid van een gedicht rondboogvenster.

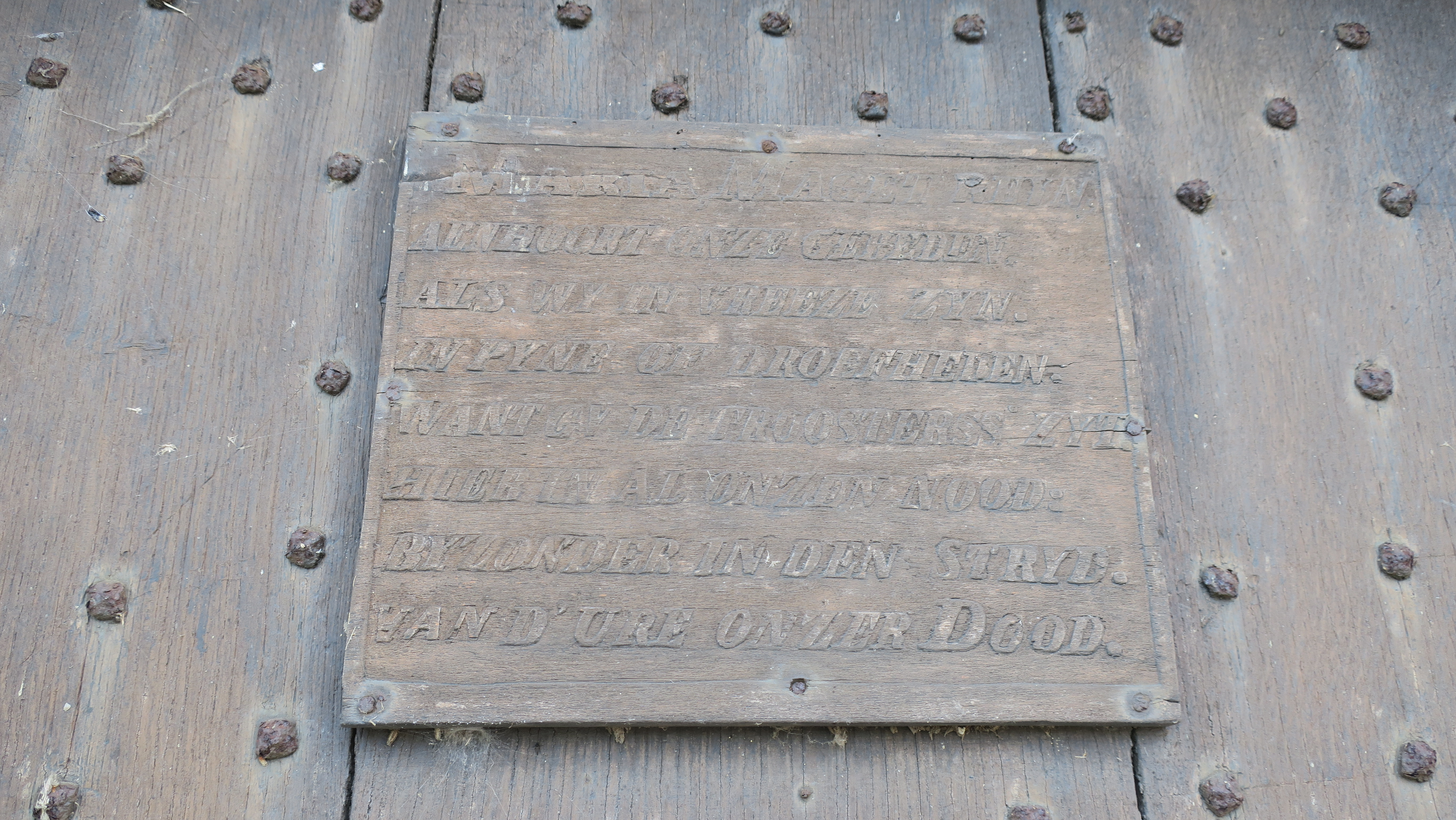
Opschrift op de Onze-Lieve-Vrouw van Zeven Weeën Kapel. Foto: Foto: Anne-Mie Havermans

In de kapel staat een indrukwekkend portiekaltaar met een altaarschilderij van Onze-Lieve-Vrouw van Zeven Weeën, omringd door engeltjes die de smarttuigen van Jezus dragen. De meeste devotiemeubelen werden naar de pastorij van Sint-Pieters-Kapelle overgebracht omwille van het ontvreemdinggevaar.  

## Socio-cultureel
Vroeger hielden de lijkstoeten en processies halt aan de kapel toegewijd aan Onze-Lieve-Vrouw van Zeven Weeën. Heden wordt eind mei nog steeds een mis opgedragen voor de overledenen van de wijk.